# Honda Civic Type R TCR
A Honda Civic Type R TCR a 2015-ben létrehozott TCR szabályrendszer alapján épített versenyautó, mely többek között az FIA irányítása alá tartozó Túraautó-világkupa autóverseny sorozatban szerepel. 2019-ben az év TCR autójának választották.

## Története

### Az első TCR modell (FK2)

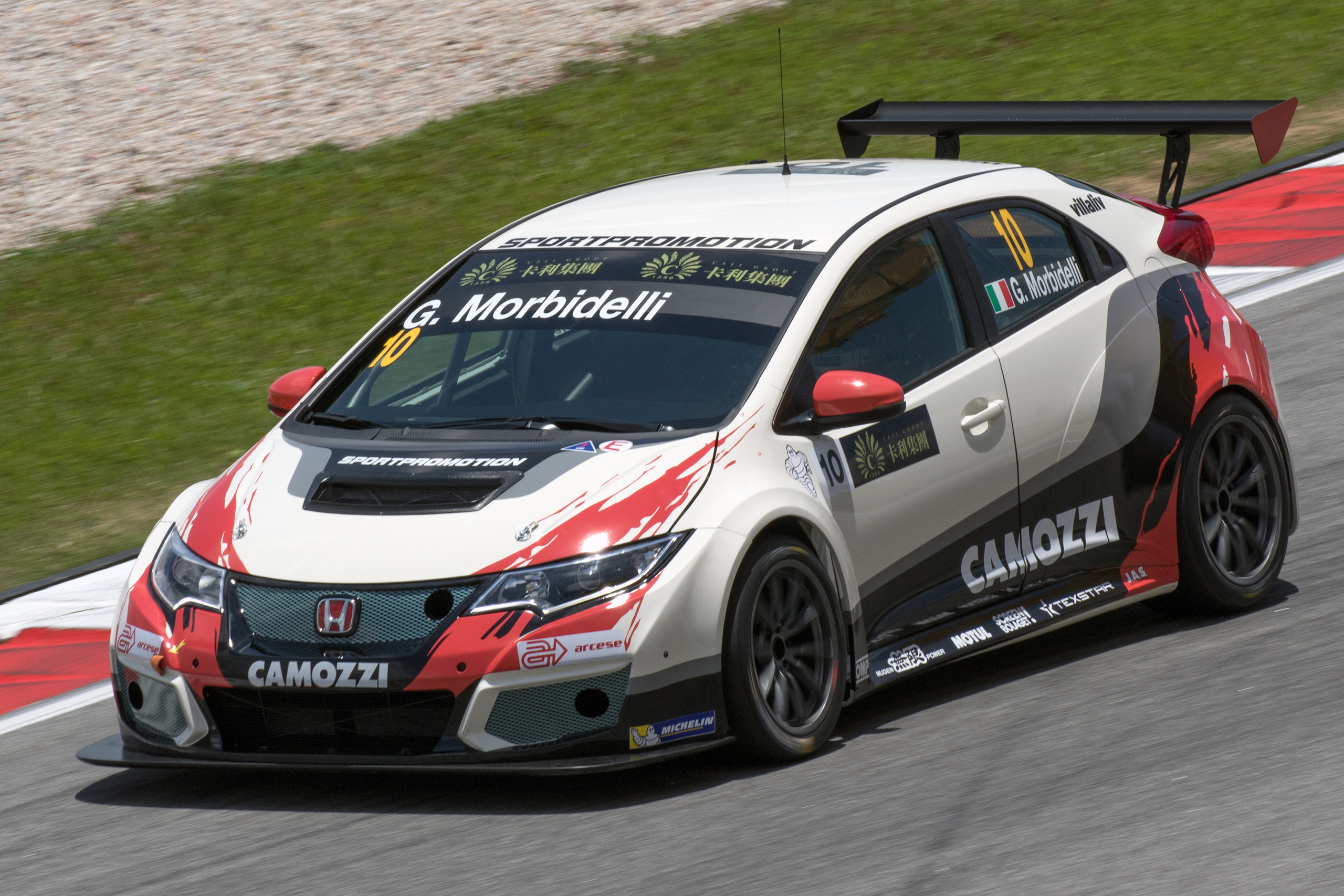
Az első Honda TCR modell (2015, Sepang, Gianni Morbidelli)

Az első TCR autó még a 9. generációs Honda Civicre épült és a TCR nemzetközi sorozatban debütált 2015-ben, egészen a 2017-es esztendő végéig használták, többek között Gianni Morbidelli, Roberto Colciago és Tassi Attila is versenyzett a JAS Motorsport által fejlesztett gépekkel, utóbbi két versenyző a 2017-es idényben az egyéni bajnoki címért harcolt (csapattársként), végül Jean-Karl Vernay mögött Tassi a második helyen, míg Colciago az ötödik helyen végzett az összetettben,  csapatuk a Michelisz Norbert valamint Bári Dávid által vezetett M1RA megnyerte a csapatok számára kiírt értékelést. A Német TCR sorozatban a brit Josh Files egyéni bajnoki címet szerzett a modellel 2017-ben.

### A második TCR modell (FK8)

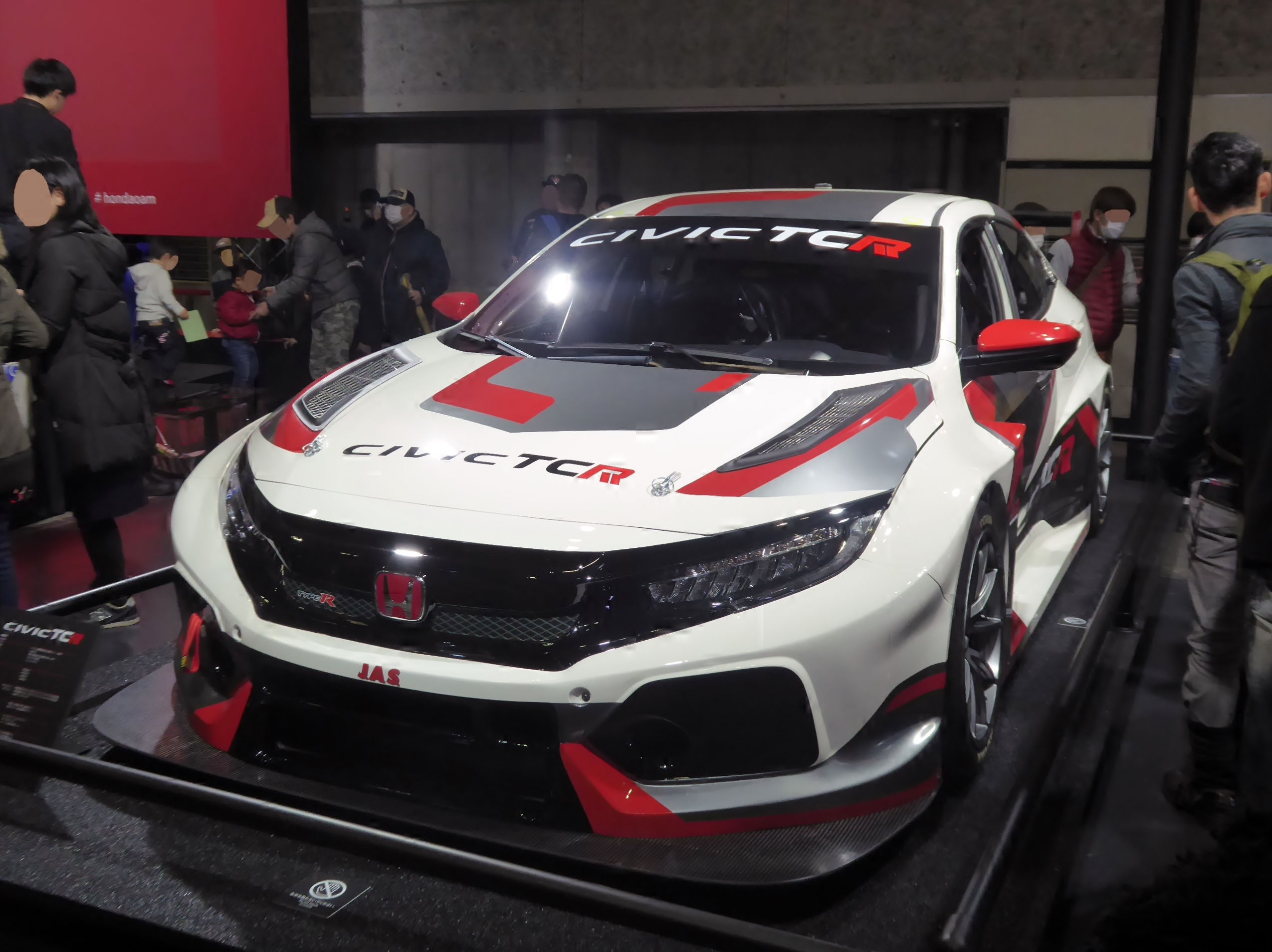
A 2018-as esztendőre épített Civic TCR

A 2017-ben bemutatott, alapos ráncfelvarráson átesett változat már a 10. generációs Civic utcai verzióján alapul - amely később a Nordschleifén körrekordot állított fel-, azonban számos ponton módosítottak az utcai modell karosszériáján, hogy csökkentsék a légellenállást, valamint nagyobb leszorítóerőt érjenek el. Új, több lengőkaros hátsó felfüggesztést és módosított stabilizátort alkalmaztak, korszerű elektronikus vezérlőegységet (ECU) és továbbfejlesztett bukócsövet építettek be. Endurance változat is készült az autóból az olyan ügyfelek részére akik hosszútávú versenyeken szerepelnek, ezt a kiadást fényszórókkal és a sofőrt hűsítő légbeömlő-rendrendszerrel, valamint ABS-szel kiegészített fékekkel szerelték fel. Az új modell 340 lóerős és a maximum nyomatéka 420 Nm.
A modellt 2017. december 15-én kezdték árulni az ügyfélcsapatok számára. A 2018-as esztendőre összesen 25 darab volt elérhető az új modellből (ez a szám 2019. december 18-án már 133 volt).

### A harmadik TCR modell (FL5)

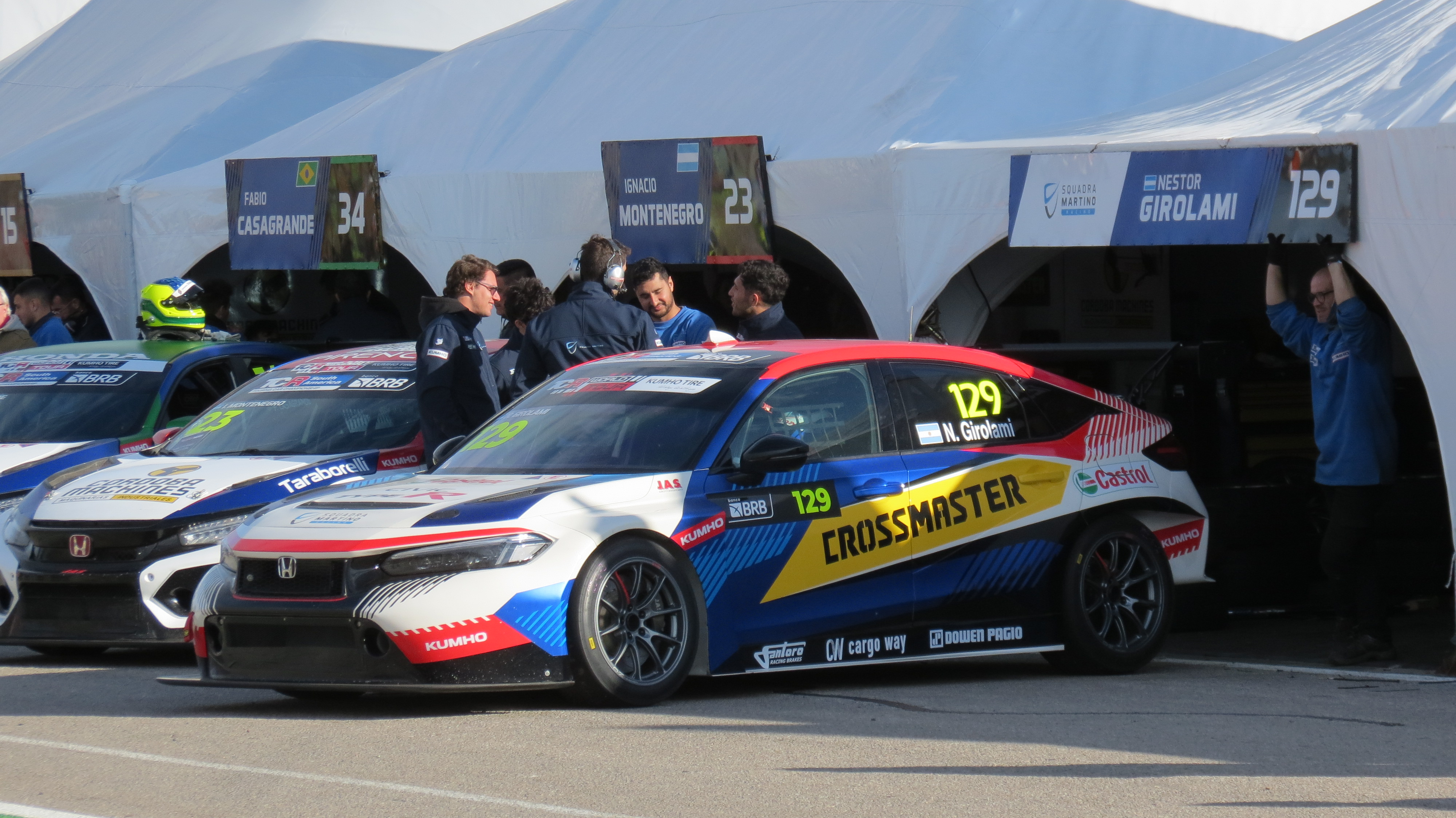
Az új FL5 modell

Az új modellt ismét a Honda régi motorsport partnere, a JAS Motorsport fejlesztette.
Az új Civic Type R TCR legfontosabb jellemzői közé tartozik a teljesen új külső dizájn és aerodinamikai csomag, az új futómű, a továbbfejlesztett fék- és sebességváltórendszer, valamint az autó szériaváltozatában szereplő négyhengeres, kétliteres turbómotor versenyre fejlesztett változata. A hosszútávú versenyeken indulni szándékozó ügyfelek számára egy "endurance" változat is elérhető. 
A Honda Racing versenyzője, Néstor Girolami 2022. december 5-én az olaszországi Circuit Tazio Nuvolari aszfaltcsíkon vitte először pályára az autót.
A modell egy alapos, pályán zajló teszt- és fejlesztési programon esik át, mielőtt az első példányok kiszállítása megkezdődne az ügyfelek számára, amit a JAS Motorsport 2023 áprilisában kezd meg.

## Sikerei
- 2017-es TCR nemzetközi sorozat csapatbajnok (M1RA)
- 2017-es ADAC TCR Germany egyéni bajnok (Josh Files)
- 2018-as TCR Európa-kupa csapatbajnok (Hell Energy Racing with KCMG)
- 2019-es közel-keleti TCR-szezon egyéni és csapatbajnok (René Münnich/ALL-INKL.com Münnich Motorsport)